# Príncipe Perfeito

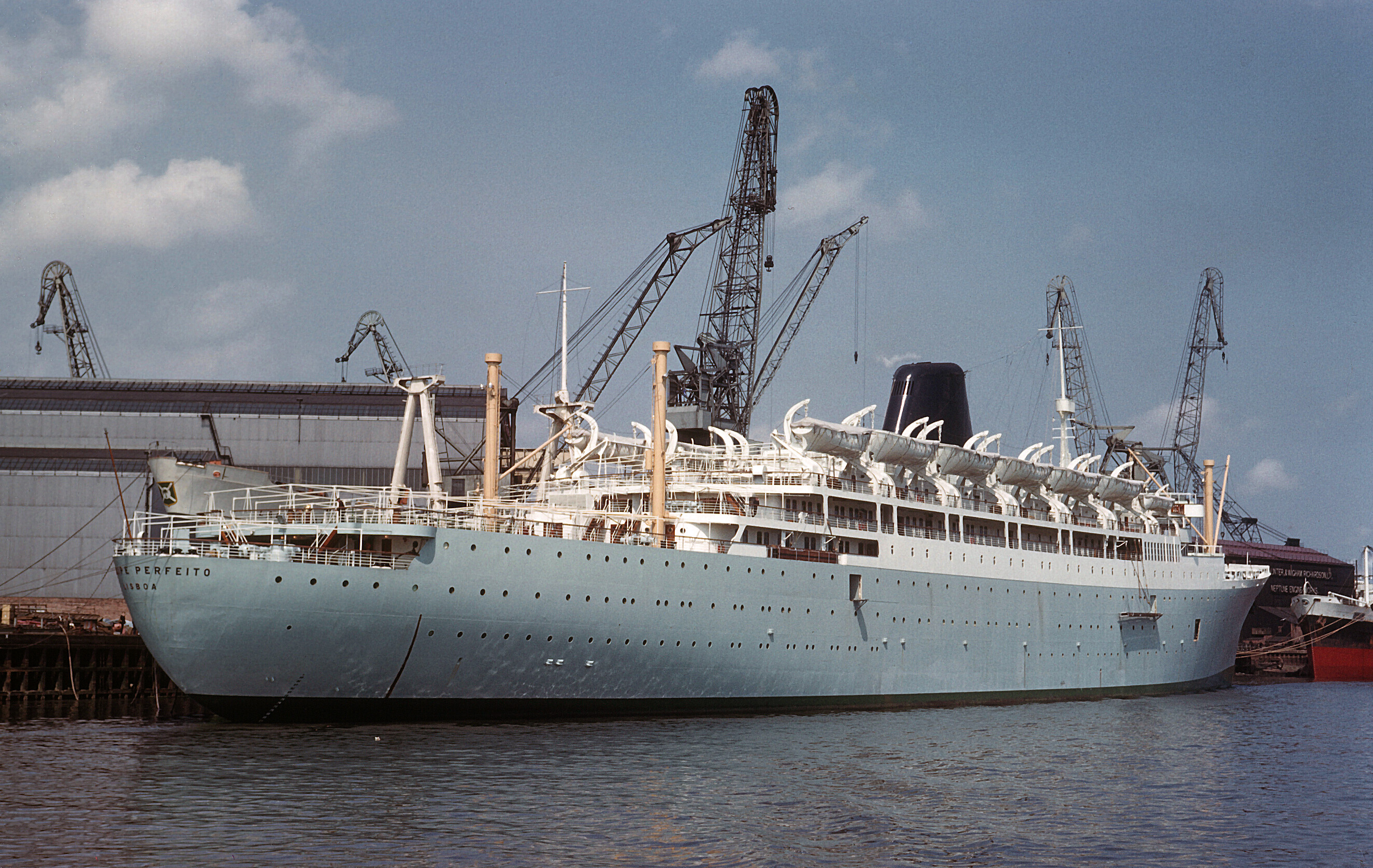
Le Príncipe Perfeito à Newcastle en mai 1961.

Le Príncipe Perfeito est un paquebot construit en 1959 par les chantiers Swan Hunter de Newcastle-upon-Tyne pour la Companhia Colonial de Navegação. Il est lancé le 22 septembre 1960 et mis en service le 27 juin 1961 entre Lisbonne et Beira. En 1976, il est désarmé à Lisbonne, puis vendu à la compagnie Global Transportation et transformer en navire de logement par les chantiers Swan Hunter. Il sert ensuite dans cette nouvelle fonction à Dammam, Djeddah, Rabigh et Kalamata. Revendu en 1990 à la société Bilinder Marine, il finit sa vie désarmé à Éleusis de 1992 à sa vente à un chantiers de démolition navale en 2001. Il arrive à Alang le 8 juin 2001 et y est détruit sous le nom de Mariann 9.

## Histoire

### Príncipe Perfeito
Le Príncipe Perfeito est un paquebot construit en 1959 par les chantiers Swan Hunter de Newcastle-upon-Tyne pour la Companhia Colonial de Navegação. Il est lancé le 22 septembre 1960 et mis en service le 27 juin 1961 entre Lisbonne et Beira.
En 1974, la Companhia Colonial de Navegação fusionne avec la compagnie Empresa Insulana de Navegação et devient la Companhia Portuguesa de Transportes Marítimos et le Príncipe Perfeito navigue sous ses nouvelles couleurs jusqu’en janvier 1976, lorsqu’il est désarmé à Lisbonne.

### Al Hasa
En avril 1976, il est vendu à la compagnie Global Transportation qui le renomme Al Hasa et le fait transformer en navire de logement par les chantiers Swan Hunter qui l’ont construit seize ans plus tôt.
En juin 1976, il est envoyé à Dammam et sert à loger les ouvriers pendant la construction du port.

### Fairsky
En 1980, il est vendu à la compagnie Fairline Shipping qui projette de le convertir en navire de croisière sous le nom de Fairsky, mais le projet est abandonné et le navire est désarmé à Itea[Lequel ?].
En 1981, il est rebaptisé Vera, mais reste désarmé.

### Marianna IX

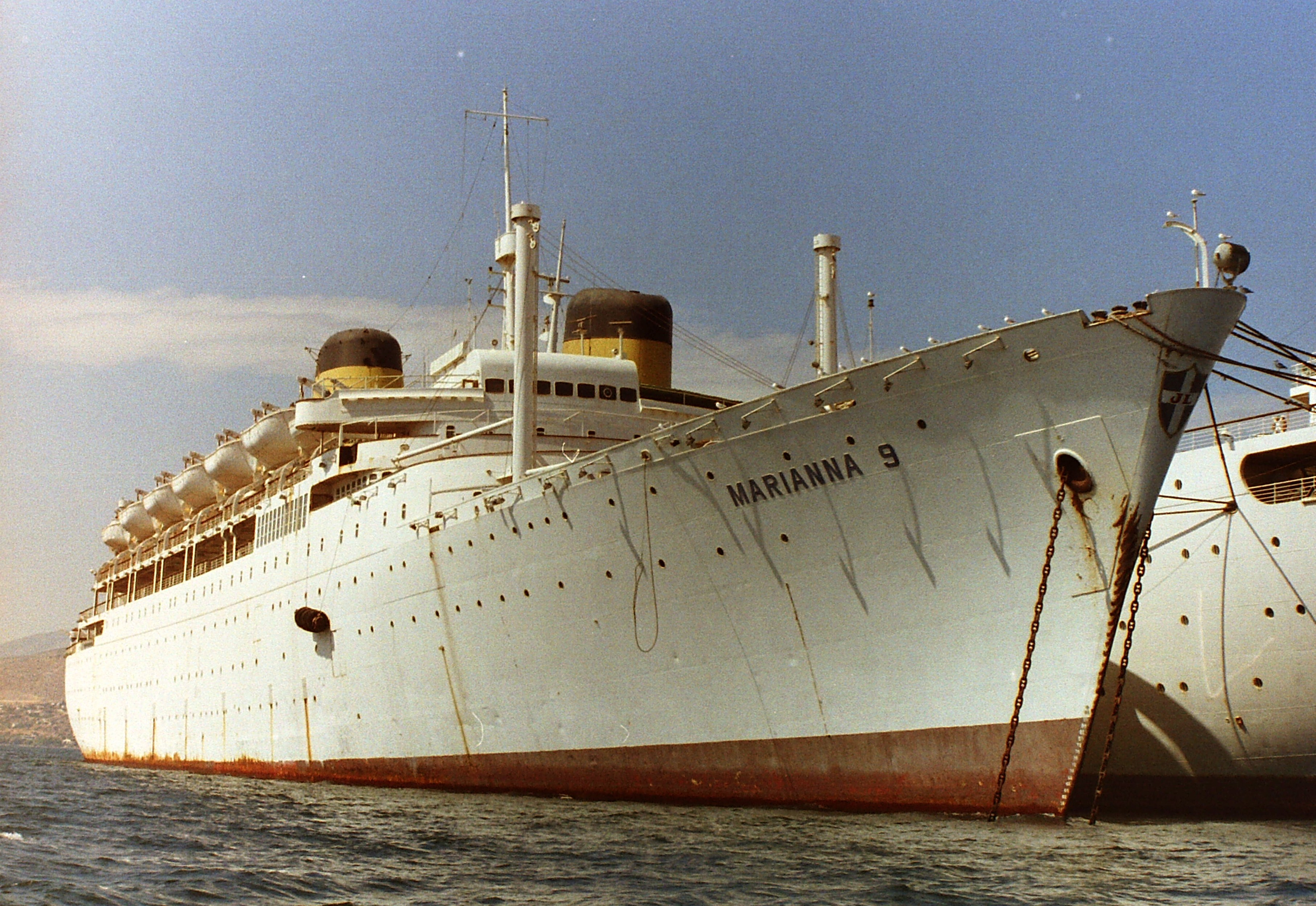
Le Marianna VI désarmé à Eleusis en juillet 2000.

En 1982, il est vendu à la société Sapho Shipping & Trading qui le renomme Marianna IX et l’utilise comme navire de logement à Djeddah puis à Rabigh.
En 1984, il est renommé Marianna 9. En 1986, il est envoyé à Kalamata pour loger les victimes du tremblement de terre qui détruit la ville le 13 septembre 1986.
En 1990, il est vendu à la société Bilinder Marine. Deux ans plus tard, il est envoyé à Éleusis où il est désarmé aux côtés du Margarita L jusqu’à sa vente à un chantiers de démolition navale indien en 2001. Il arrive à Alang le 8 juin 2001 et y est détruit sous le nom de Mariann 9.